# Goffs (Californie)
Goffs est une ville fantôme de Californie, située dans le comté de San Bernardino.
C'était une halte sur la Route 66 jusqu'en 1931, avant qu'une route plus directe soit construite entre Needles et Amboy. La localité s'appelait auparavant Blake entre 1893 et 1902, du nom d'Isaac Blake, le constructeur de la Nevada Southern Railway qui commençait à cet endroit.

## Sources
- (en) Cet article est partiellement ou en totalité issu de l’article de Wikipédia en anglais intitulé « Goffs, California » (voir la liste des auteurs).